# Las encantadas
Las Encantadas (título original: The Encantadas, or Enchanted Isles) es una obra del escritor estadounidense Herman Melville. Fue publicada en Putnam's Magazine con el seudónimo de Salvador T. Tarnmoor, en 1854. 
Junto a otros cinco relatos, apareció en 1856 en el libro The Piazza Tales. Las Encantadas está formado por diez bocetos ficticios unidos por un solo narrador en los que se describen distintas situaciones en las islas Galápagos. Cada uno de ellos comienza con unos pocos versos de La reina hada (The Faerie Queene), de Edmund Spencer.

## Sinopsis
- El primero boceto describe las islas como un lugar desolado e infernal.
- El segundo narra el encuentro del narrador con las tortugas de las islas.
- El tercero trata del viaje del narrador al islote de Roca Redonda.
- El cuarto cuenta los pensamientos del narrador mirando las islas desde la parte superior de la Roca.
- El quinto cuenta el encuentro del USS Essex con un barco fantasma inglés cerca de las islas durante la guerra angloestadounidense de 1812.
- El sexto es una descripción de la isla Barrington, que fue refugio de piratas.
- El séptimo narra un suceso en la isla Charles: un soldado tomó la isla de manera ilegal, considerándola una merecida paga por su actuación en la guerra de la independencia de Perú. Consiguió mantenerse en esa posición durante un tiempo usando un grupo de perros de ataque, pero finalmente fue expulsado por los colonos.
- El octavo es el más conocido y mejor elaborado. Al arribar el barco del narrador a la isla Norfolk, encuentra a una mujer que pasó largos años viviendo completamente sola. Hunilla es una chola de Payta, Perú. Ella, su marido y su hermano llegaron a las islas para cazar tortugas. El barco que los llevó debía volver a buscarlos, pero nunca lo hizo. El marido y el hermano hicieron una balsa para poder pescar y, al chocar contra los arrecifes, se ahogaron. Ella se quedó sola hasta que llega el barco del narrador. En realidad, antes había llegado un barco ballenero, pero ocurrió algo tan espantoso que el narrador no quiere contarlo. Los marineros de la tripulación se conmueven frente a las penurias de la mujer y la llevan de regreso a su tierra. La última vez que el narrador la ve es yendo a lomo de un burro hacia el pueblo donde nació.
- El noveno es la historia de Oberlus, un viejo marino abandonado en la isla de Hood. Captura a cuatro hombres, los esclaviza y asesina a varias personas para robarles.
- En el décimo el narrador filosofa sobre distintos hechos de la existencia.[2][3]

El traductor y especialista David Cruz afirma lo siguiente sobre esta obra: «Es un lugar común dentro de la crítica melvilleana señalar Las Encantadas como el relato post-Moby-Dick que más se asemeja a Moby Dick. En concreto, se tiende a poner en primer plano la exuberante imaginería marítima, la profundidad de la visión, ese espacio intermedio tan propio de Melville, con una obsesiva atención al detalle, al detalle deforme en la mayoría de las ocasiones,...».